# Teorema de Masreliez
O teorema de Masreliez é um algoritmo recursivo frequentemente utilizado nas estatísticas robustas e os métodos matemáticos de filtros de Kalman estendido e é nomeada após o físico Johan Masreliez, o seu autor. O objetivo é produzir estimadores que não são afetadas por pequenas variações a partir dos pressupostos dos modelos.

## Aplicações
Deste então, o teorema de Masreliez tem alcançado diversos usos, além da robótica, o teorema é usado em uma ampla gama de aplicações na engenharia, dos radares à visão computacional, e é um importante tópico dentro da Engenharia de Controle. Também deve-se citar sua grande importância na área de assimilação de dados meteorológicos, oceânicos, de superfície e por exemplo, para estimar a precisão média condicional em situações de observação não-Gaussiana. Outros são
- Piloto automático
- Sistema de navegação por satélite[4]
  - Sistema de posicionamento global

## Fundamentos do cálculo
Os métodos robustos do teorema de Masreliez são baseados em álgebra linear e no modelo oculto de Markov. A base de sistemas dinâmicos é modelada como uma cadeia de Markov construída por operadores lineares perturbados por um ruído gaussiano. O estado do sistema é representado como um vetor de números reais. A cada incremento de tempo discreto, um operador linear é aplicado ao estado para gerar um novo estado, com algum ruído agregado a ele, e opcionalmente alguma informação dos controles no sistema se eles são conhecidos. Então, outro operador linear agregado a mais ruído gera a saída visível do estado oculto.
Para usar o teorema de Masreliez para estimar o estado interno de um processo dada somente uma seqüência de observações de ruído, é preciso modelar o processo de acordo com a estrutura do teorema.